# Lijst van nummer 1-hits in Noorwegen in 1997
Deze hits stonden in 1997 op nummer 1 in de VG-lista, de bekendste hitlijst in Noorwegen.
| Week | Artiest                                              | Titel                               |
| ---- | ---------------------------------------------------- | ----------------------------------- |
| 1    | No Doubt                                             | Don't Speak                         |
| 2    | No Doubt                                             | Don't Speak                         |
| 3    | No Doubt                                             | Don't Speak                         |
| 4    | No Doubt                                             | Don't Speak                         |
| 5    | No Doubt                                             | Don't Speak                         |
| 6    | No Doubt                                             | Don't Speak                         |
| 7    | U2                                                   | Discothèque                         |
| 8    | No Doubt                                             | Don't Speak                         |
| 9    | En Vogue                                             | Don't Let Go (Love)                 |
| 10   | En Vogue                                             | Don't Let Go (Love)                 |
| 11   | En Vogue                                             | Don't Let Go (Love)                 |
| 12   | En Vogue                                             | Don't Let Go (Love)                 |
| 13   | En Vogue                                             | Don't Let Go (Love)                 |
| 14   | En Vogue                                             | Don't Let Go (Love)                 |
| 15   | B-Real, Busta Rhymes, Coolio, LL Cool J & Method Man | Hit 'Em High (The Monstars' Anthem) |
| 16   | Espen Lind                                           | When Susannah Cries                 |
| 17   | Espen Lind                                           | When Susannah Cries                 |
| 18   | Espen Lind                                           | When Susannah Cries                 |
| 19   | Espen Lind                                           | When Susannah Cries                 |
| 20   | Espen Lind                                           | When Susannah Cries                 |
| 21   | Espen Lind                                           | When Susannah Cries                 |
| 22   | Aqua                                                 | Barbie Girl                         |
| 23   | Aqua                                                 | Barbie Girl                         |
| 24   | Paradisio                                            | Bailando                            |
| 25   | Paradisio                                            | Bailando                            |
| 26   | Paradisio                                            | Bailando                            |
| 27   | Paradisio                                            | Bailando                            |
| 28   | Paradisio                                            | Bailando                            |
| 29   | Puff Daddy, Faith Evans & 112                        | I’ll Be Missing You                 |
| 30   | Puff Daddy, Faith Evans & 112                        | I’ll Be Missing You                 |
| 31   | Puff Daddy, Faith Evans & 112                        | I’ll Be Missing You                 |
| 32   | Puff Daddy, Faith Evans & 112                        | I’ll Be Missing You                 |
| 33   | Puff Daddy, Faith Evans & 112                        | I’ll Be Missing You                 |
| 34   | Puff Daddy, Faith Evans & 112                        | I’ll Be Missing You                 |
| 35   | Puff Daddy, Faith Evans & 112                        | I’ll Be Missing You                 |
| 36   | Puff Daddy, Faith Evans & 112                        | I’ll Be Missing You                 |
| 37   | Puff Daddy, Faith Evans & 112                        | I’ll Be Missing You                 |
| 38   | Puff Daddy, Faith Evans & 112                        | I’ll Be Missing You                 |
| 39   | Elton John                                           | Candle in the Wind 1997             |
| 40   | Elton John                                           | Candle in the Wind 1997             |
| 41   | Elton John                                           | Candle in the Wind 1997             |
| 42   | Elton John                                           | Candle in the Wind 1997             |
| 43   | Elton John                                           | Candle in the Wind 1997             |
| 44   | Elton John                                           | Candle in the Wind 1997             |
| 45   | Warren G & Sissel                                    | Prince Igor                         |
| 46   | Warren G & Sissel                                    | Prince Igor                         |
| 47   | Warren G & Sissel                                    | Prince Igor                         |
| 48   | Warren G & Sissel                                    | Prince Igor                         |
| 49   | Warren G & Sissel                                    | Prince Igor                         |
| 50   | Warren G & Sissel                                    | Prince Igor                         |
| 51   | Warren G & Sissel                                    | Prince Igor                         |
| 52   | diverse artiesten                                    | Perfect Day                         |